# Paragalepsus bassari
Paragalepsus bassari är en bönsyrseart som beskrevs av Roger Roy 1972. Paragalepsus bassari ingår i släktet Paragalepsus och familjen Tarachodidae. Inga underarter finns listade i Catalogue of Life.